# Milička
Milička (Eragrostis) je rod trav, tedy z čeledi lipnicovitých (Poaceae). Jedná se o jednoleté nebo vytrvalé byliny, vzácněji jsou i vytravlé a dřevnatějící. Jsou trsnaté (vzácněji až keřovité), někdy poléhavé, vzácněji oddenkaté. Stébla dorůstají výšek zpravidla 10–300 cm. Čepele listů jsou ploché skládané nebo svinuté, na vnější straně listu se při bázi čepele nachází místo jazýčku věneček chlupů. Květy jsou v kláscích, které tvoří latu (zpravidla volná a s výraznou vůní), vzácněji lichoklas s klásky na zkrácených větvičkách. Klásky jsou zboku smáčklé, vzácněji nikoliv, vícekvěté (zpravidla 2–50 květů, vzácně až 80), horní 1–3 květy je však mohou být v některých případech sterilní. Na bázi klásku jsou 2 plevy, které přibližně stejné nebo nestejné, bez osin, zašpičatělé nebo tupé. Pluchy jsou na vrcholu celokrajné nebo slabě dvoulaločné, bez osin, jen výjimečně krátce osinaté. Plušky jsou dvoukýlné, bez osin, na kýlu brvité, vzácněji lysé či jen drsné. Plodem je obilka, která je neokoralá. Je známo asi 350 druhů, které jsou rozšířeny téměř po celém světě, hlavní oblastí rozšíření jsou subtropy. Některé druhy jsou pěstované jako obilniny nebo pícniny.

## Druhy rostoucí v Česku
V České republice můžeme potkat 3 (+ ještě další přechodně zavlečené) druhy z rodu milička (Eragrostis). Nejběžnější druh je milička menší (Eragrostis minor). Roste často mezi kachličkami chodníků a při železnici v teplejších oblastech. Milička chlupatá (Eragrostis pilosa) patří mezi kriticky ohrožené druhy (C1) a roste vzácně na suchých stráních, hlavně na Znojemsku. V posledních letech je však občas nalézána i na sekundárních stanovištích, podobně jako milička menší. Milička polabská (Eragrostis albensis) je taxon neznámého původu, byla objevena teprve nedávno na náplavech Labe. Milička habešská (Eragrostis tef, syn.: Eragrostis abyssinica (Jacq.) Link.) se pěstuje jako obilnina a pícnina, hlavně v tropech a subtropech (např. Etiopie), pokusně pěstována i v Evropě. V ČR můžeme najít ještě některé druhy jako vzácně a přechodně zavlečené, viz tabulka vpravo.